# Lekkoatletyka na Letnich Igrzyskach Olimpijskich 2020 – bieg na 110 m przez płotki mężczyzn
Bieg na 110 metrów przez płotki mężczyzn był jedną z konkurencji lekkoatletycznych rozgrywanych podczas igrzysk olimpijskich w Tokio.
Wystartowało 40 zawodników z 29 krajów.

## Terminarz
Godziny rozpoczęcia podane są w czasie tokijskim.
| Data                      | Godzina |           |
| ------------------------- | ------- | --------- |
| Wtorek, 3 sierpnia 2021   | 19:10   | Runda 1   |
| Środa, 4 sierpnia 2021    | 11:00   | Półfinały |
| Czwartek, 5 sierpnia 2021 | 11:55   | Finał     |

## Rekordy
|                   | Zawodnik      | Wynik   | Miejsce         | Data             |
| ----------------- | ------------- | ------- | --------------- | ---------------- |
| Rekord świata     | Aries Merritt | 12,80 s | Belgia Bruksela | 7 września 2012  |
| Rekord olimpijski | Liu Xiang     | 12,91   | Grecja Ateny    | 27 sierpnia 2004 |

## Runda 1
Rozegrano 5 biegów eliminacyjnych. Do półfinału awansowało 4 pierwszych zawodników z każdego biegu oraz 4 z najlepszymi czasami.

### Bieg 1
| Poz. | Zawodnik             | Reprezentacja   | Czas  | Uwagi |
| ---- | -------------------- | --------------- | ----- | ----- |
| 1.   | Ronald Levy          | Jamajka         | 13,17 | Q     |
| 2.   | Jason Joseph         | Szwajcaria      | 13,31 | Q     |
| 3.   | Valdó Szűcs          | Węgry           | 13,50 | Q     |
| 4.   | Andrew Pozzi         | Wielka Brytania | 13,50 | Q     |
| 5.   | Gabriel Constantino  | Brazylia        | 13,55 | q     |
| 6.   | Michael Obasuyi      | Belgia          | 13,65 |       |
| 7.   | Louis François Mendy | Senegal         | 13,84 | SB    |
| -    | Wilhem Belocian      | Francja         | DSQ   |       |

### Bieg 2
| Poz. | Zawodnik           | Reprezentacja     | Czas  | Uwagi |
| ---- | ------------------ | ----------------- | ----- | ----- |
| 1.   | Asier Martínez     | Hiszpania         | 13,32 | Q     |
| 2.   | Daniel Roberts     | Stany Zjednoczone | 13,41 | Q     |
| 3.   | Damion Thomas      | Jamajka           | 13,54 | Q     |
| 4.   | Milan Trajković    | Cypr              | 13,59 | Q     |
| 5.   | Witalij Parachońka | Białoruś          | 13,61 |       |
| 6.   | Shane Brathwaite   | Barbados          | 13,64 |       |
| 7.   | Yaqoub Al-Youha    | Kuwejt            | 13,69 | SB    |
| 8.   | Hassane Fofana     | Włochy            | 13,70 |       |

### Bieg 3
| Poz. | Zawodnik             | Reprezentacja               | Czas  | Uwagi |
| ---- | -------------------- | --------------------------- | ----- | ----- |
| 1.   | Grant Holloway       | Stany Zjednoczone           | 13,02 | Q     |
| 2.   | Hansle Parchment     | Jamajka                     | 13,23 | Q     |
| 3.   | Nicholas Hough       | Australia                   | 13,57 | Q     |
| 4.   | Damian Czykier       | Polska                      | 13,61 | Q     |
| 5.   | Gregor Traber        | Niemcy                      | 13,65 |       |
| 6.   | Shunya Takayama      | Japonia                     | 13,98 |       |
| 7.   | Jérémie Lararaudeuse | Mauritius                   | 14,03 | PB    |
| 8.   | Fadane Hamadi        | Komory                      | 14,99 |       |
| -    | Siergiej Szubienkow  | Rosyjski Komitet Olimpijski | DNS   |       |

### Bieg 4
| Poz. | Zawodnik                | Reprezentacja                        | Czas  | Uwagi |
| ---- | ----------------------- | ------------------------------------ | ----- | ----- |
| 1.   | Aurel Manga             | Francja                              | 13,24 | Q =   |
| 2.   | Shunsuke Izumiya        | Japonia                              | 13,28 | Q     |
| 3.   | Rafael Henrique Pereira | Brazylia                             | 13,46 | Q     |
| 4.   | Xie Wenjun              | Chiny                                | 13,51 | Q     |
| 5.   | Chen Kuei-ru            | Chińskie Tajpej                      | 13,53 | q     |
| 6.   | David King              | Wielka Brytania                      | 13,55 | q     |
| 7.   | Eddie Lovett            | Wyspy Dziewicze Stanów Zjednoczonych | 14,17 | SB    |
| 8.   | Chan Chung Wang         | Hongkong                             | 14,23 |       |
| -    | Orlando Ortega          | Hiszpania                            | DNS   |       |

### Bieg 5
| Poz. | Zawodnik                | Reprezentacja     | Czas  | Uwagi |
| ---- | ----------------------- | ----------------- | ----- | ----- |
| 1.   | Devon Allen             | Stany Zjednoczone | 13,21 | Q     |
| 2.   | Pascal Martinot-Lagarde | Francja           | 13,37 | Q     |
| 3.   | Taio Kanai              | Japonia           | 13,41 | Q     |
| 4.   | Paolo Dal Molin         | Włochy            | 13,44 | Q     |
| 5.   | Elmo Lakka              | Finlandia         | 13,48 | q     |
| 6.   | Antonio Alkana          | Południowa Afryka | 13,55 |       |
| 7.   | Konstandinos Duwalidis  | Grecja            | 13,63 | SB    |
| 8.   | Eduardo de Deus         | Brazylia          | 13,78 |       |

## Półfinały
Do finału awansowało dwóch pierwszych zawodników z każdego biegu oraz dwóch z najlepszymi czasami.

### Bieg 1
| Poz. | Zawodnik                | Reprezentacja     | Czas  | Uwagi |
| ---- | ----------------------- | ----------------- | ----- | ----- |
| 1.   | Ronald Levy             | Jamajka           | 13,23 | Q     |
| 2.   | Pascal Martinot-Lagarde | Francja           | 13,25 | Q     |
| 3.   | Asier Martínez          | Hiszpania         | 13,27 | q     |
| 4.   | Andrew Pozzi            | Wielka Brytania   | 13,32 | q     |
| 5.   | Daniel Roberts          | Stany Zjednoczone | 13,33 |       |
| 6.   | Damian Czykier          | Polska            | 13,63 |       |
| 7.   | Nicholas Hough          | Australia         | 13,88 |       |
| 8.   | Gabriel Constantino     | Brazylia          | 13,89 |       |

### Bieg 2
| Poz. | Zawodnik        | Reprezentacja     | Czas  | Uwagi |
| ---- | --------------- | ----------------- | ----- | ----- |
| 1.   | Devon Allen     | Stany Zjednoczone | 13,18 | Q     |
| 2.   | Aurel Manga     | Francja           | 13,24 | Q     |
| 3.   | Damion Thomas   | Jamajka           | 13,39 |       |
| 4.   | Paolo Dal Molin | Włochy            | 13,40 |       |
| 5.   | Jason Joseph    | Szwajcaria        | 13,46 |       |
| 6.   | Chen Kuei-ru    | Chińskie Tajpej   | 13,57 |       |
| 7.   | Elmo Lakka      | Finlandia         | 13,67 |       |
| 8.   | Taio Kanai      | Japonia           | 26,11 |       |

### Bieg 3
| Poz. | Zawodnik                | Reprezentacja     | Czas  | Uwagi |
| ---- | ----------------------- | ----------------- | ----- | ----- |
| 1.   | Grant Holloway          | Stany Zjednoczone | 13,13 | Q     |
| 2.   | Hansle Parchment        | Jamajka           | 13,23 | Q     |
| 3.   | Shunsuke Izumiya        | Japonia           | 13,35 |       |
| 4.   | Valdó Szűcs             | Węgry             | 13,40 |       |
| 5.   | Xie Wenjun              | Chiny             | 13,58 |       |
| 6.   | Rafael Henrique Pereira | Brazylia          | 13,62 |       |
| 7.   | David King              | Wielka Brytania   | 13,67 |       |
| 8.   | Milan Trajković         | Cypr              | 14,01 |       |

## Finał
| Poz. | Zawodnik                | Reprezentacja     | Czas  | Uwagi |
| ---- | ----------------------- | ----------------- | ----- | ----- |
| 1.   | Hansle Parchment        | Jamajka           | 13,04 | SB    |
| 2.   | Grant Holloway          | Stany Zjednoczone | 13,09 |       |
| 3.   | Ronald Levy             | Jamajka           | 13,10 |       |
| 4.   | Devon Allen             | Stany Zjednoczone | 13,14 |       |
| 5.   | Pascal Martinot-Lagarde | Francja           | 13,16 | SB    |
| 6.   | Asier Martínez          | Hiszpania         | 13,22 | PB    |
| 7.   | Andrew Pozzi            | Wielka Brytania   | 13,30 |       |
| 8.   | Aurel Manga             | Francja           | 13,38 |       |